# Metronia
Metronia es una empresa multinacional del sector del Juego con presencia en más de 40 países. Fundada en 1978 por Félix Sánchez y Bernardino Hernández..

## Historia
Desde de su fundación en 1978, Metronia ha introducido en el sector importantes avances tecnológicos.
Ya en 1985 Metronia crea el Primer Equipo de Bingo Integral, denominado "OMEGA I". Un año después, aparece el primer panel informativo de diodos rojos. En 1987 Metronia presenta el primer PC para el control de Bingos.
En 1989 aparece el "BingPlayer" (Quick Basic), sistema de juego automatizado. Un año después Metronia introduce el panel de 90 números tricolor. 2002 es el año del primer terminal para Bingo Electrónico.
2005: por primera vez en España se introduce una máquina de juego B4 en Andalucía. Ese mismo año Metronia crea el Bingo Interconexionado en Noruega así como en Castilla y León (España).
En el año 2006 aparece el juego "Imperium", primer juego temático de la historia de las máquinas B4. Con una estética y sonido nunca antes visto, Imperium se convierte en referencia para el sector. Este mismo año aparece "Miniplay", primera solución de movilidad para Bingos.
Metronio, la mascota virtual de Metronia nace el mismo año que el Bingo Electrónico aterriza en Venezuela, en 2008. Dos años después llega a México.
En 2011, crea el sistema “Ecovisual” para máquinas B3/B4, este sistema permite reforzar mediante audio y vídeo la obtención de un premio importante en cualquier de las máquinas de Juego de una sala, salón o casino. Este mismo año comienza el Bingo Electrónico de España, en el País Vasco, denominado "Eusko Bingo".
En 2012 Metronia se embarca en el sector en línea, para ser proveedores tecnológicos en este nuevo mercado.
Este mismo año desarrolla su tecnología Hypersound, de sonido direccional, así como el certificado de calidad de sonido Metrosound. El Juego "DobleGratis" introduce un nuevo concepto de Bonus Comunitario, y la aplicación de juegos en formato de Tableta para Reino Unido, junto a la nueva línea de productos "Metronia Casinos" son las últimas novedades de la empresa para ese año.
En septiembre de 2012, Metronia lanza su primer Juego Online, una versión de su famoso "Bingo Top", juego de azar de tipo "Vídeo Bingo". Posteriormente lanza en línea "Dabbermania" y el primer juego temático de las Vídeo Bingo "Ave Caesar".
A finales de 2012 Metronia lanza su "BEMBingo" la versión de Bingo Electrónico para la Comunidad de Madrid.
2013 es un año importante para Metronia: al lanzamiento de nuevos juegos de vídeo bingo como JokerWin, Queen Roulette, X-Games o al novedoso juego de Sic Bo, se une un cambio de imagen corporativa y el traslado a una nueva sede del Grupo ubicada en San Sebastián de los Reyes
A lo largo de 2014 se consolida la red creada por Metronia para interconexionar el bingo electrónico de varias comunidades autónomas. En la actualidad se juega al BeM interconectado en Euskadi, Cantabria, Madrid, Castilla-La Mancha y Cataluña.
En 2015 Metronia presenta dentro de la Feria ICE Totally Gaming de Londres, una nueva filosofía del juego de bingo, Gran Red, basado en la interconexión de terminales de juego en el escenario de un mundo globalizado y tecnológicamente en constante evolución.
Junto a la creación del modelo de "Bingo Sideral", se introduce el nuevo concepto "Emotions" en el mercado del Vídeo Bingo, nuevos juegos y una tarjeta virtual de fidelización. Este año 2015 se cumplen 10 años de la introducción de la primera máquina de Vídeo Bingo en España.
Durante 2016 la red de Bingo Electrónico de Cirsa llamada "Wingo" se incorpora a la red de Bingo Electrónico de Metronia (BeM). Se introduce el primer Bingo Electrónico de Andalucía en el casino Admiral San Roque (Cádiz), y se implanta el Bingo Electrónico de Sala en Canarias.
2017 es el año del Bingo Dinámico en la Comunidad de Madrid, y el de Bingo Choice, el primer multijuego de videobingo.
En 2018 Metronia crea Bingo Totall. Se trata de un desarrollado sistema de videobingo que engloba importantes novedades ampliando las de su predecesor Bingo Choice, el primer multijuego de estos juegos basados en el juego del bingo. En 2019 Grupo Metronia crea la más importante red de bingo electrónico específica, para Automáticos Canarios. Homologa su control de admisión para salones y locales de apuestas. Holland Casinos cuanta ya con seis bingos de tipo Live y Classic, y el nuevo mystery "Carrera Mortal" se añade a Bingo Choice.

## Enlaces
- Página oficial del Grupo Metronia.
- Página del Grupo Metronia en Youtube.
- Facebook de Metronia.
- Twitter de Metronia.
- Página del Grupo Metronia en LinkedIn.
- Página del Grupo Metronia en Google+.
- Página del Grupo Metronia en Opergame.

- Datos: Q6012073